# Beigarten
Beigarten ist ein Gemeindeteil von Straßlach-Dingharting im oberbayerischen Landkreis München.

## Geographie
Der Weiler liegt am Hang des östlichen Isarufers, oberhalb des am anderen Isarufer gelegenen Klosters Schäftlarn. Der 1098 als pigartten erwähnte Ort war der „Bienengarten“ der klösterlichen Imkerei, wovon sich der Name ableitet.

## Baudenkmäler
Siehe auch: Liste der Baudenkmäler in Beigarten
- Katholische Marienkapelle
- Beim Brummaier, Bauernhof